# 송하예
송하예(1994년 2월 20일 ~ )는 대한민국의 가수이다.

## 학력
- 성암여자중학교 (졸업)
- 염광여자고등학교 (졸업)
- 서울호서예술실용전문학교 OST과 (15학번 - 졸업)

## 음반
- 사랑하게 만들어 놓고 (2013.04.18)

- 여자는 그런가봐요 (2013.10.04)

- 처음이야 (Feat. 수호) (2014.08.08)

- ICE SUMMER (2015.07.06)

- 약속해줘 (2016.02.19)

- 순대 (2017.02.24)

- 니 소식 (2019.05.23)

- 새 사랑 (2019.11.05)

- 마음이 다쳐서 (2021) (2021.03.19)

- 사랑했던 우리가 어떻게 친구가 되니 (2021.08.26)

- 겨울비 (2021.12.02)

- 니 소식2 X 송하예 (2022.03.24)

- 함부로 다정하게 (2022.07.21)

- 운명이 우릴 갈라놓아도 (2022.11.17)

- 이 노래 (This song) (2023.03.09)

- 그대를 알고 (2023.06.01)

- 너를 보는게 지친 하루에 (2023.08.03)

- 바보가슴 (2023.09.07)

- 처음처럼 (2023.09.21)

- 혼자 술 마시지 말고 (2023.10.05)

- 방주프로젝트 Part.1 (2023.10.12)

- 사랑이라 쓰고 이별이라고 읽어 (2023.10.12)

- 사랑과 이별의 순서가 바뀌면 (2023.10.23)

- 두 글자만 지워지면 (2023.11.16)

- 크리스마스 이브 (2023.12.22)

- 잊지 말아요 (2024.01.18)

- 그 날 이후 (2024.02.29)

- 저 헤어졌어요 (2024.04.11)

- 그 여자 (2024.05.09)

- 인스타를 지워야겠어 (2024.08.01)

- 밤이 편해요 (2024.10.24)

- 피아노래 (2024.10.07)

- 내 마음을 뺏는 건 (2024.10.29)

- 제발 내게 말해주라 (2024.11.28)

- 그대라서 (2025 Ver.) (2025.04.16)

- 어려워요 (2025.04.28)

### OST
- 보고싶어 (드라마 "황금 무지개" OST Part.3) (2013.12.27)
- 이젠 너에게 (드라마 "사랑만 할래" OST Part.3) (2014.07.21)
- 내 맘이 그래요 (드라마 "가족을 지켜라" OST Part.3) (2015.06.01)
- Always (드라마 "화려한 유혹" OST Part.2) (2015.10.20)
- 같은 곳을 바라봐 (웹드라마 "뜻밖의 히어로즈" OST Part.3) (2017.12.26)
- 눈물 한 방울 (드라마 "내 남자의 비밀" OST Part.6) (2018.01.29)
- 시간이 멈춘 듯 (드라마 "하나뿐인 내편" OST Part.7) (2018.11.09)
- 니가 있어야 할 곳 (드라마 "태양의 계절" OST Part.2) (2019.06.14)
- 첫눈처럼 너에게 가겠다 (드라마 "사랑은 뷰티풀 인생은 원더풀" OST Part.5) (2019.10.12)
- 취한 밤에 (드라마 "한 번 다녀왔습니다" OST Part.6) (2020.05.09)
- 혼잣말 (드라마 "오! 삼광빌라!" OST Part.4) (2020.09.26)
- 나의 전부 (드라마 "암행어사: 조선비밀수사단" OST Part.3) (2021.01.12)
- 이별이 안녕 (드라마 "결혼작사 이혼작곡 2" OST Part.2) (2021.07.03)
- 사랑, 참 아프다 (드라마 "신사와 아가씨" OST Part.3) (2021.10.16)
- 보고 싶다 (드라마 "스물다섯 스물하나" OST Part.6) (2022.03.13)
- 나를 구해 (드라마 "현재는 아름다워" OST Part.3) (2022.04.23)
- 그대만 있다면 (드라마 "황금 가면" OST Part.2) (2022.06.01)
- 눈물꽃 (드라마 "마녀의 게임" OST Part.2) (2022.10.14)
- 내겐 전부였던 너 (드라마 "빨간 풍선" OST Part.3) (2023.01.14)
- 그대라서 (드라마 "비밀의 여자" OST Part.2) (2023.03.29)
- 사랑은 늘 도망가 (드라마 "진짜가 나타났다!" OST Part.2) (2023.04.01)
- 여전히 빛나는 너 (드라마 "가슴이 뛴다" OST Part.3) (2023.07.03)
- 그리워 그리워 (드라마 "힙하게" OST Part.3) (2023.08.20)
- 나의 바람 (드라마 "효심이네 각자도생" OST Part.2) (2023.09.24)
- 다시 사랑할 수 있다면 (드라마 "밤이 되었습니다" OST Part.2) (2023.12.13)
- 사랑은 시간을 타고 (드라마 "세 번째 결혼" OST Part.3) (2023.11.03)
- 그대라는 계절 (드라마 "피어라, 달맞이꽃" OST Part.2) (2024.03.04)
- 나 홀로 (드라마 "수지맞는 우리" OST Part.2) (2024.04.01)
- 이 사랑 (드라마 "스캔들" OST Part.2) (2024.07.01)
- 시간을 거슬러 (드라마 "용감무쌍 용수정" OST Part.?) (2024.10.14)
- 그때처럼 (드라마 "졸업" OST Part.?) (2024.05.27)
- 나에게 쓰는 편지 (드라마 "우리, 집" OST Part.?) (2024.06.14)
- 별처럼 빛나는 너 (드라마 "강남의 임모탈" OST Part.?) (2024.11.04)
- 처음 만난 날처럼 (드라마 "세자가 사라졌다" OST Part.?) (2024.05.25)
- 그대라서 (드라마 '비밀의 여자' OST Ver.) (2025.04.16)

## 수상
- 2012년 JTBC '메이드 인 유' 준우승
- 2013년 SBS 'K팝스타 2' Top 8 (걸그룹 유유)
- 2020년 대한민국 문화연예대상 K팝 가수상

## 방송
- 2020년 내일은 미스트롯2